# 紀維德
紀維德（荷蘭語：Guy Alexander Wittich），荷蘭外交官，2015年8月起擔任荷蘭貿易暨投資辦事處處長。紀維德在2020年7月底卸任荷蘭駐台代表職務。
紀維德在2020年7月31日獲中華民國外交部部長吳釗燮頒授紫色大綬景星勳章，肯定他在推動台荷關係發展的貢獻。吳釗燮在致詞時表示，紀維德深化了台荷兩地在循環經濟、科技、教育等領域的交流並簽署27份雙邊合作備忘錄。台北市長柯文哲與桃園市長鄭文燦亦先後親自頒贈榮譽市民狀予紀維德。

## 荣誉

### 外国勋章奖章
- 紫色大绶景星勋章（中华民国，2020年7月31日批准[3]）

## 外部鏈結
- 荷蘭在台辦事處 （页面存档备份，存于）
- 荷蘭在台辦事處的Facebook專頁 （页面存档备份，存于）
- 紀維德的個人領英專頁